# (375832) Yurijmedvedev
(375832) Yurijmedvedev est un astéroïde de la ceinture principale.

## Description
(375832) Yurijmedvedev est un astéroïde de la ceinture principale. Il fut découvert le 22 octobre 2009 à Zelenchukskaya Station par Timur V. Kryachko. Il présente une orbite caractérisée par un demi-grand axe de 2,60 UA, une excentricité de 0,21 et une inclinaison de 4,7° par rapport à l'écliptique.

## Compléments